# Vorderer Westen
Der Vordere Westen (bis 9. Mai 2010 offiziell West) ist ein Stadtteil der nordhessischen Großstadt Kassel. Er ist durch eine dichte gründerzeitliche Bebauung geprägt, die auf den Kasseler Industriellen Sigmund Aschrott zurückgeht.

## Geographie
Der Stadtteil Vorderer Westen liegt westlich der Kasseler Innenstadt. Er grenzt an die Stadtteile Rothenditmold (im Norden), Mitte (Nordosten, Osten und Südosten), Wehlheiden (Süden), Bad Wilhelmshöhe (Südwesten) und Kirchditmold (Nordwesten).
Vorderer Westen wird im Westen, Nordwesten und Norden durch vom Bahnhof Kassel-Wilhelmshöhe zum Kasseler Hauptbahnhof führenden Eisenbahngleise begrenzt, im Osten etwa durch die Achse der Nebenstraßen Hardenberg-, Westend- und Sophienstraße und im Süden durch Abschnitte der in West-Ost-Richtung vom Bergpark Wilhelmshöhe zur Kasseler Innenstadt führenden Wilhelmshöher Allee.

## Politik

### Ortsbeiratswahl
Die Wahlbeteiligung bei der Ortsbeiratswahl 2021 lag bei 56,4 %.
| Ortsbeiratswahl Vorderer Westen 2021Wahlbeteiligung: 56,4 % 50403020100 43,1 %21,3 %16,7 %12,0 %4,8 %1,4 %0,7 % GrüneSPDLinkeCDUFDPAfDFWGewinne und Verlusteim Vergleich zu 2016 %p 18 16 14 12 10 8 6 4 2 0 −2 −4 −6 −8−10−12+1,9 %p−10,1 %p+16,7 %p−3,5 %p−1,4 %p+1,4 %p−5,0 %pGrüneSPDLinkeCDUFDPAfDFW | Sitzverteilung im Ortsbeirat Vorderer Westen 2021Insgesamt 13 Sitze - Linke: 2 - SPD: 3 - Grüne: 6 - FDP: 1 - CDU: 1 |

### Ortsvorsteher
- 1999–2013: Wolfgang Rudolph (SPD)
- 2013–2023: Steffen Müller (Grüne)
- seit 2023: Henning Eickmeyer (Grüne)

### Wahlen im Stadtteil
| Jahr | Wahl                        | Wbt.  | Grüne | Linke | SPD  | CDU  | AfD | BSW | FDP | FW  | Sonst. |
| ---- | --------------------------- | ----- | ----- | ----- | ---- | ---- | --- | --- | --- | --- | ------ |
| 2025 | Bundestagswahl              | 87,1  | 26,7  | 22,1  | 18,9 | 14,3 | 7,2 | 4,2 | 2,9 | 0,5 | 3,1    |
| 2024 | Europawahl                  | 73,0  | 29,9  | 9,1   | 16,7 | 13,5 | 5,0 | 5,0 | 3,7 | 0,7 | 16,4   |
| 2023 | Landtagswahl                | 70,1  | 32,3  | 13,5  | 17,1 | 17,2 | 7,7 | —   | 3,3 | 1,7 | 7,2    |
| 2021 | Bundestagswahl              | 83,0  | 34,6  | 11,9  | 24,9 | 10,2 | 3,4 | —   | 8,3 | 0,9 | 6,9    |
| 2021 | Ortsbeirat                  | 56,4  | 43,1  | 16,7  | 21,3 | 12,0 | 1,4 | —   | 4,8 | 0,7 | —      |
| 2021 | Stadtverordnetenversammlung | 56,4  | 39,1  | 16,3  | 20,4 | 11,8 | 2,8 | —   | 4,5 | 1,7 | 3,41   |
| 2016 | Ortsbeirat                  | 54,0  | 41,2  | —     | 31,4 | 15,5 | —   | —   | 6,2 | 5,7 | —      |
| 2016 | Stadtverordnetenversammlung | 51,8  | 27,1  | 14,8  | 27,8 | 14,8 | 6,2 | —   | 4,9 | 2,4 | 2,02   |
| 2011 | Ortsbeirat                  | 50,2  | 42,5  | —     | 35,1 | 14,9 | —   | —   | 1,7 | 3,1 | —      |
| 2011 | Stadtverordnetenversammlung | 49,7  | 37,8  | 8,9   | 30,2 | 15,6 | —   | —   | 1,7 | 1,7 | 4,13   |
| 2006 | Ortsbeirat                  | 40,5  | 32,9  | —     | 39,1 | 20,0 | —   | —   | 3,5 | 3,5 | —      |
| 2001 | Ortsbeirat                  | k. A. | 31,1  | —     | 35,9 | 27,0 | —   | —   | 1,6 | —   | —      |

Fußnoten
1 2021: zusätzlich: Bienen: 2,1 %; PARTEI: 1,3 %

2 2016: zusätzlich: Piraten: 2,0 %

3 2011: zusätzlich: Piraten: 3,2 %; AUF-Kassel: 0,9 %

## Verkehrsanbindung und Ortsbild
Der Stadtteil Vorderer Westen ist gut über die von der Wilhelmshöher Allee nach Norden abzweigenden Nebenstraßen zu erreichen. Weitere Hauptverkehrsstraßen sind die ebenfalls in West-Ost-Richtung verlaufende Friedrich-Ebert-Straße und die Achse Breitscheidstraße–Kölnische Straße, die zur Innenstadt führen.
An der mittig durch den Vorderen Westen verlaufenden Friedrich-Ebert-Straße befinden sich der Bebelplatz und die Stadthalle Kassel mit den Parks „Stadthallengarten“ und „Rosengarten“. Im Norden breitet sich das langgestreckte Tannenwäldchen aus, in dem sich der Sender Kassel-Tannenwäldchen befindet und an dessen östlichem Rand die Jugendherberge Kassel steht. Besonders im Bereich des Bebelplatzes stehen zahlreiche Jugendstil-, Heimatstil- und Historismus-Gebäude, die den Zweiten Weltkrieg, in dem Kassel von vielen Bombenangriffen heimgesucht wurde, überdauert haben. Im westlichen Bereich des Stadtteils befindet sich der kleine Aschrottpark, etwas südwestlich davon steht das Gebäude des Bundessozialgerichts und etwas südöstlich davon erstreckt sich die Goetheanlage.
An der Friedrich-Ebert-Straße steht das 1929 bis 1932 erbaute Marie von Boschan-Aschrott Altersheim, eines der Hauptwerke des Neuen Bauens.

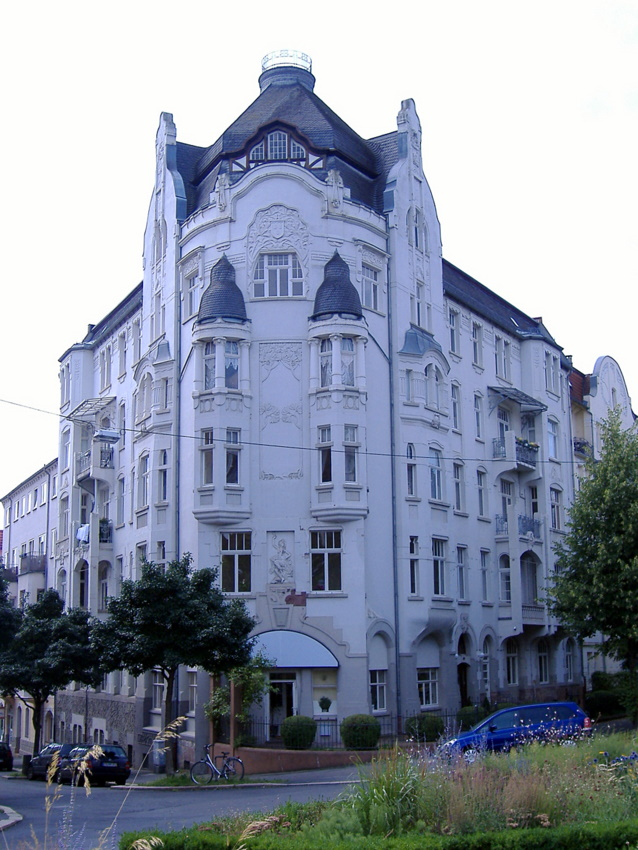
Goethestern
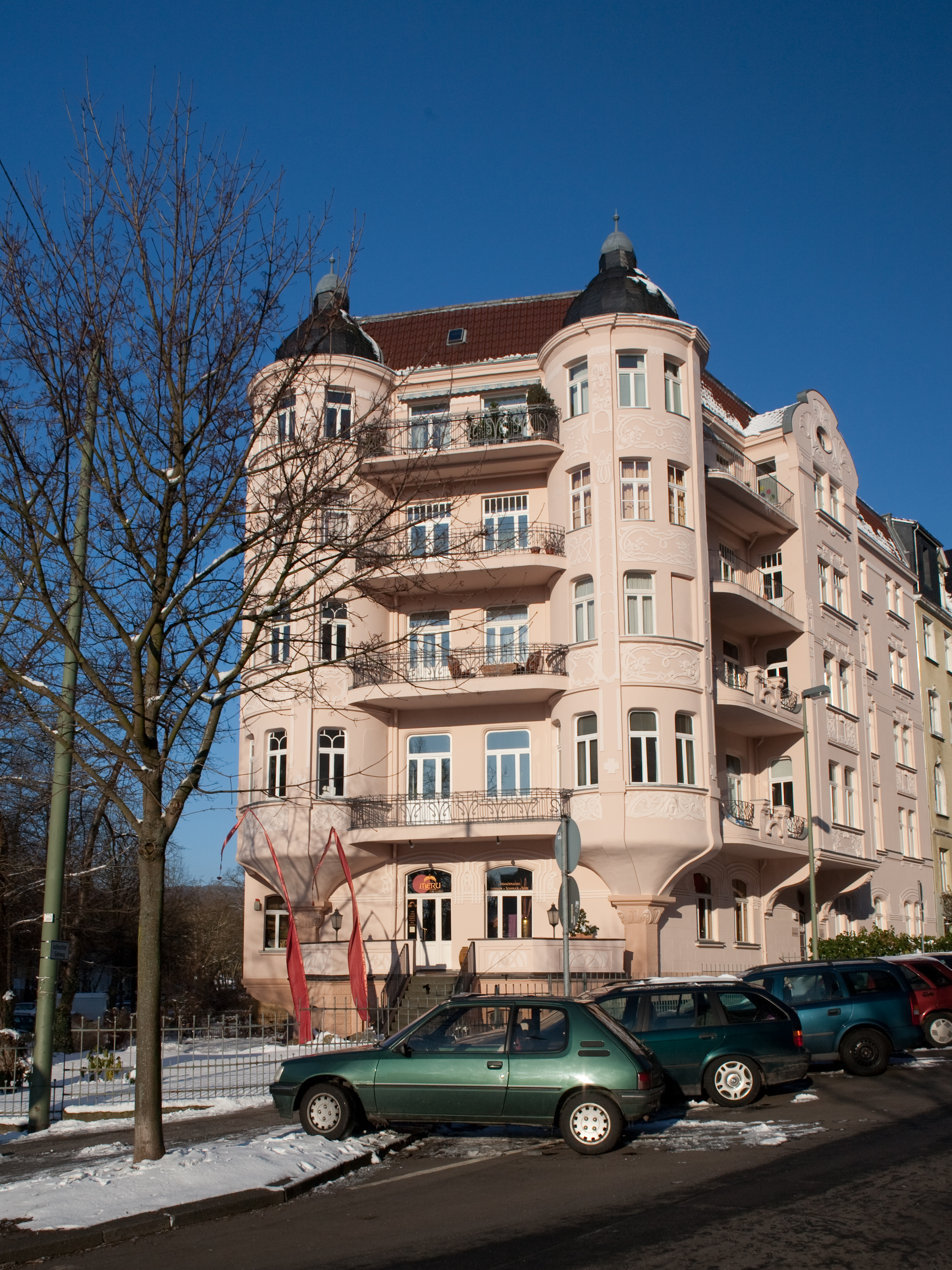
Am Goethestern
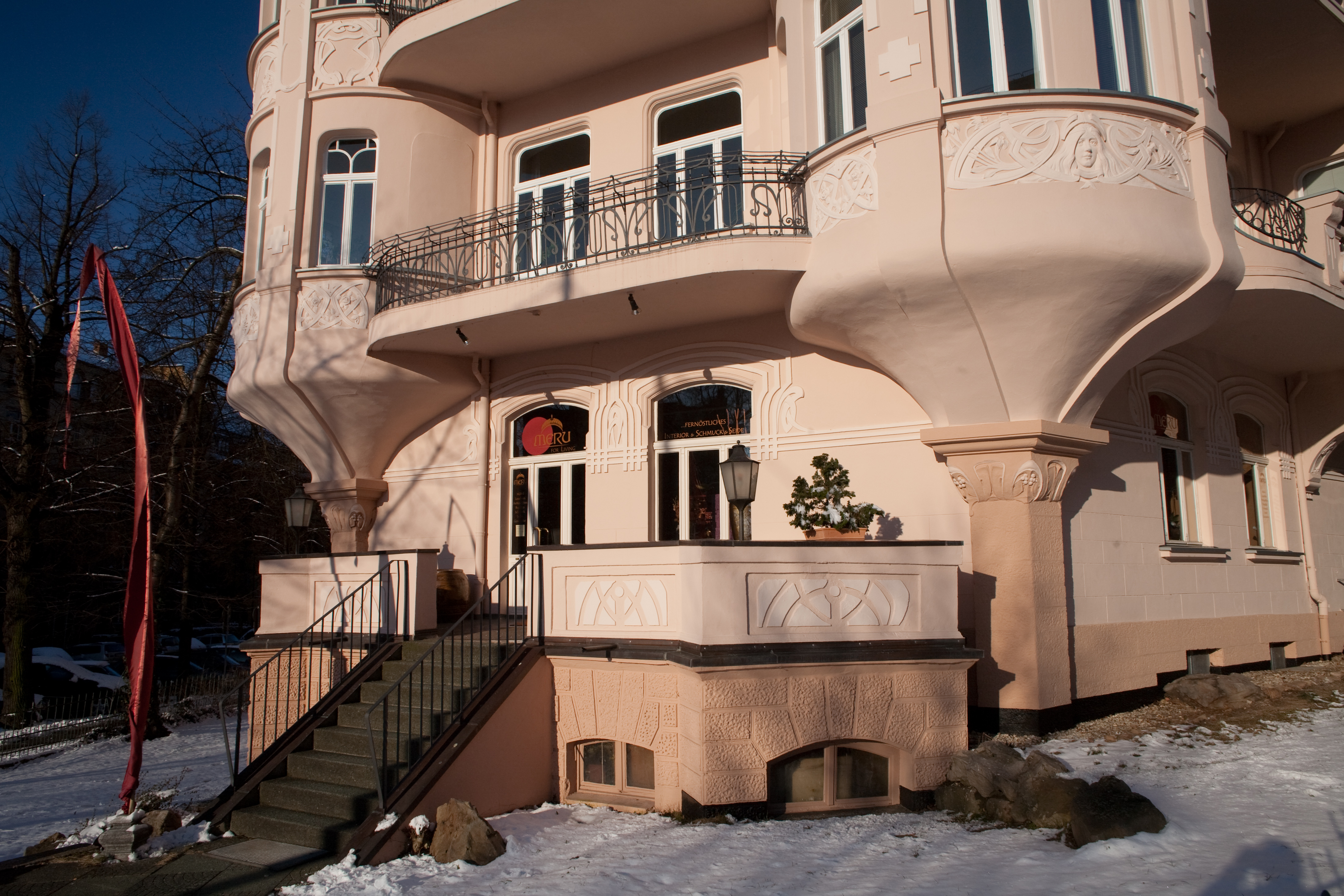
Am Goethestern
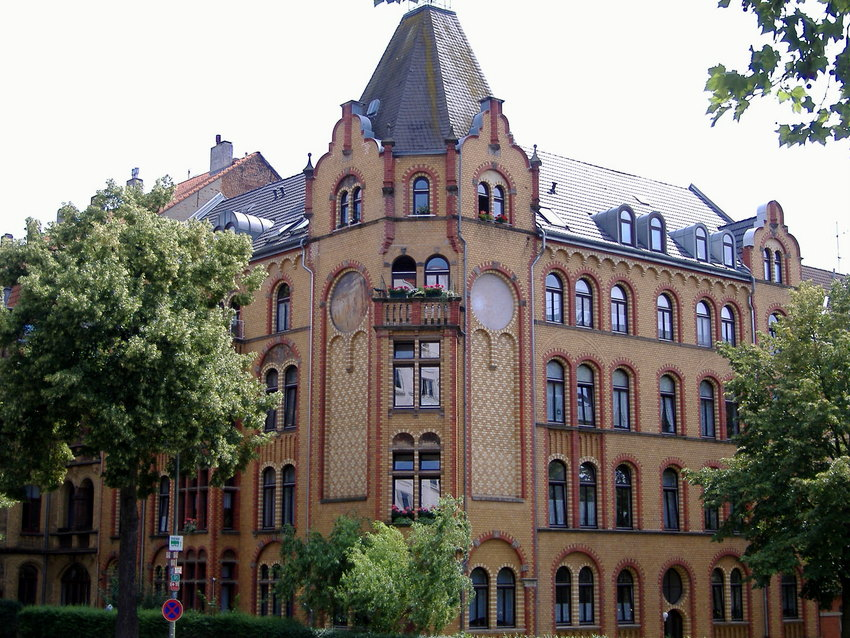
Goethestraße
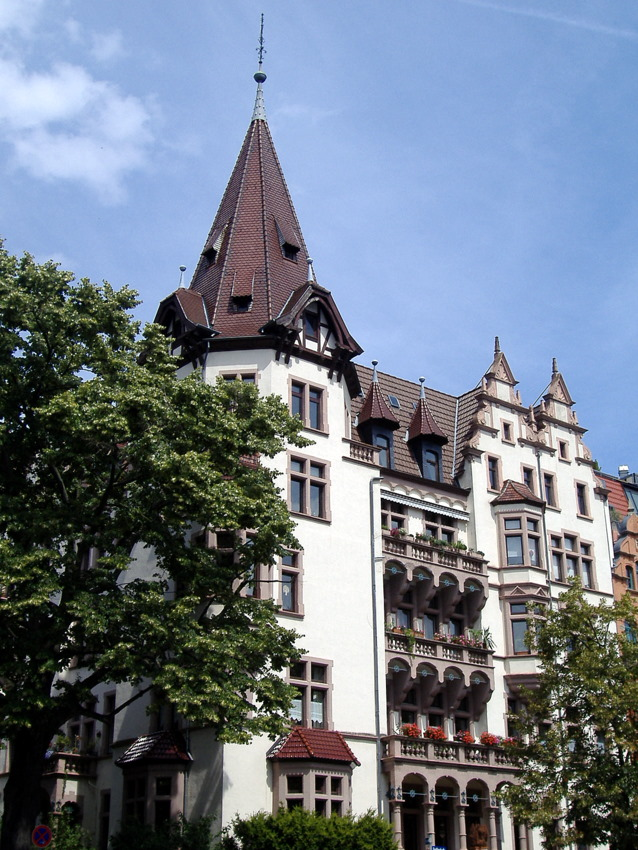
Goethestraße
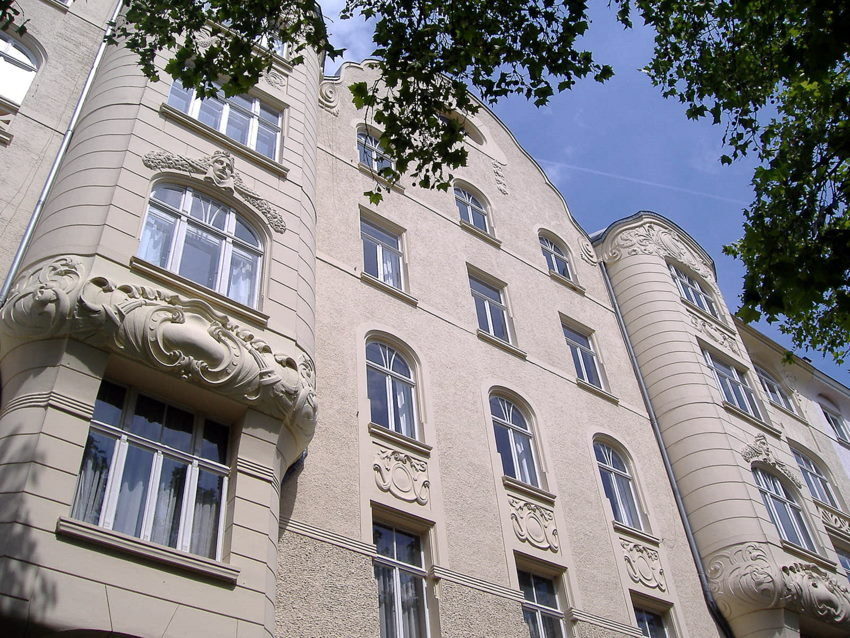
Goethestraße
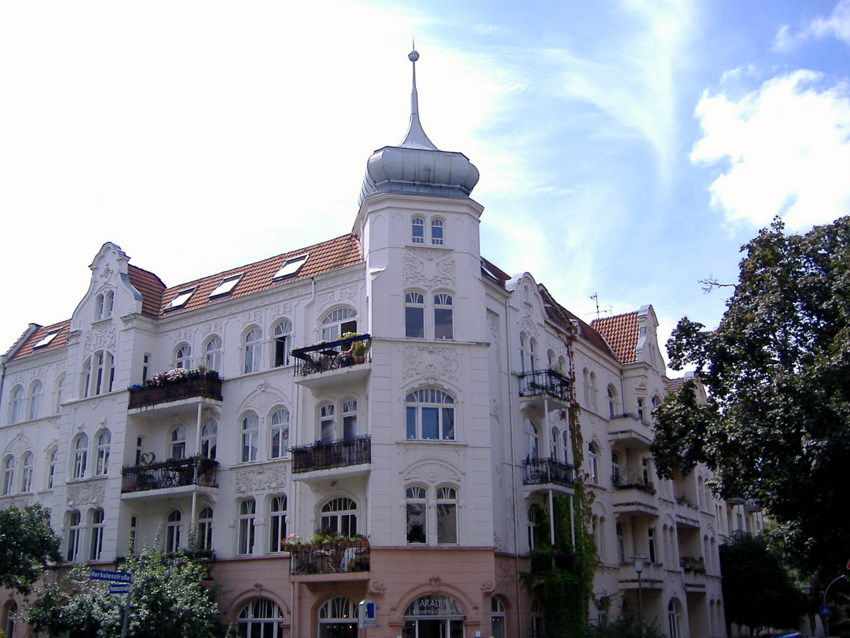
Herkulesstraße
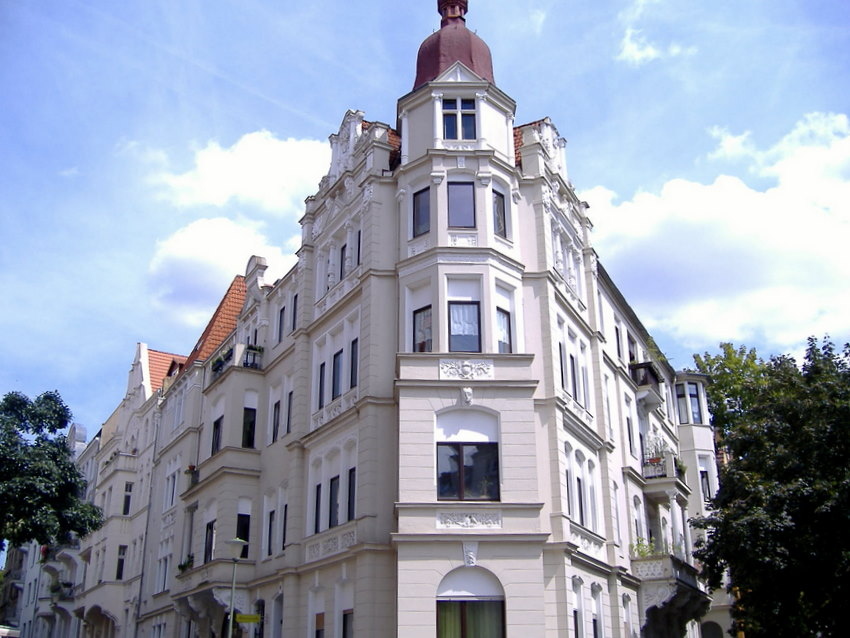
Kreuzung Herkulesstraße / Pestalozzistraße
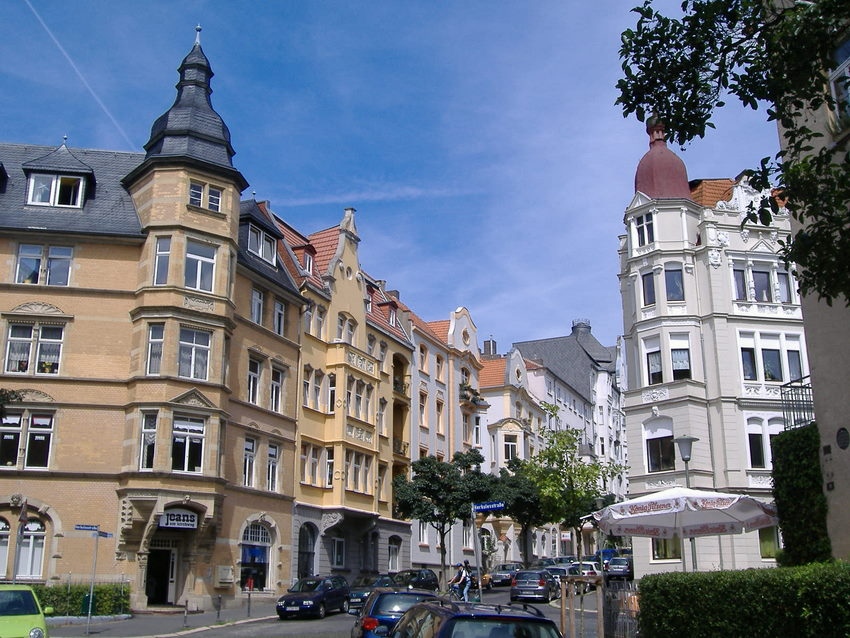
Kreuzung Herkulesstraße / Pestalozzistraße
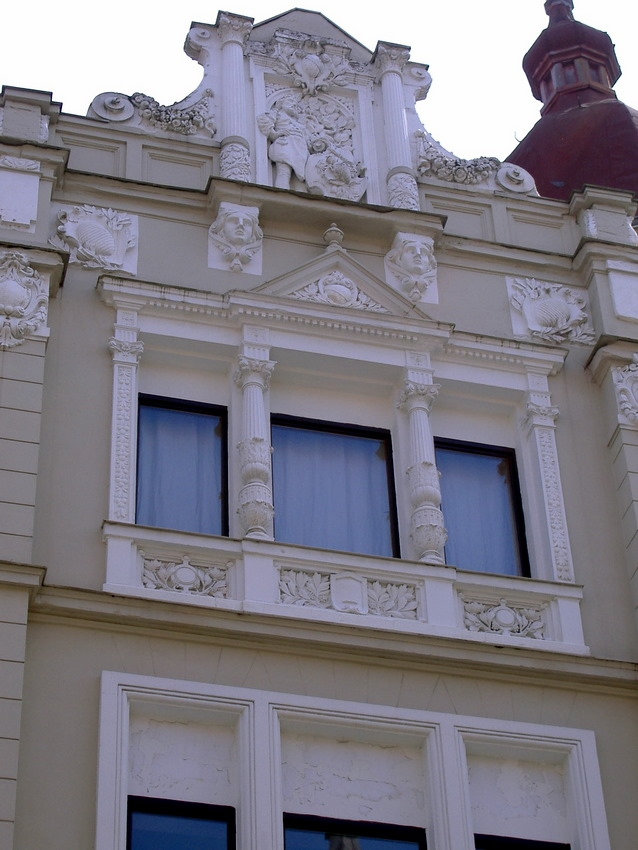
Pestalozzistraße
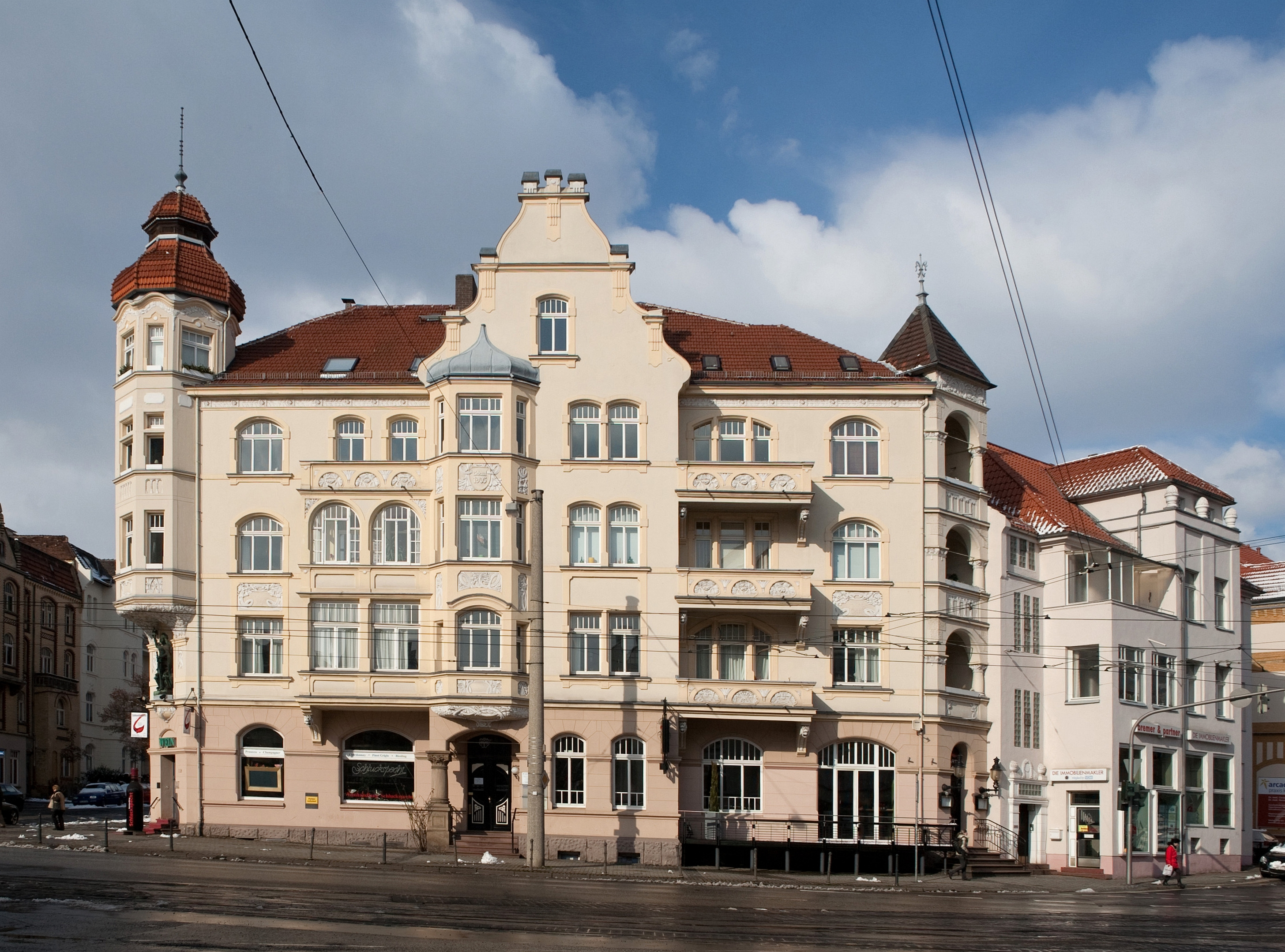
Wilhelmshöher Allee
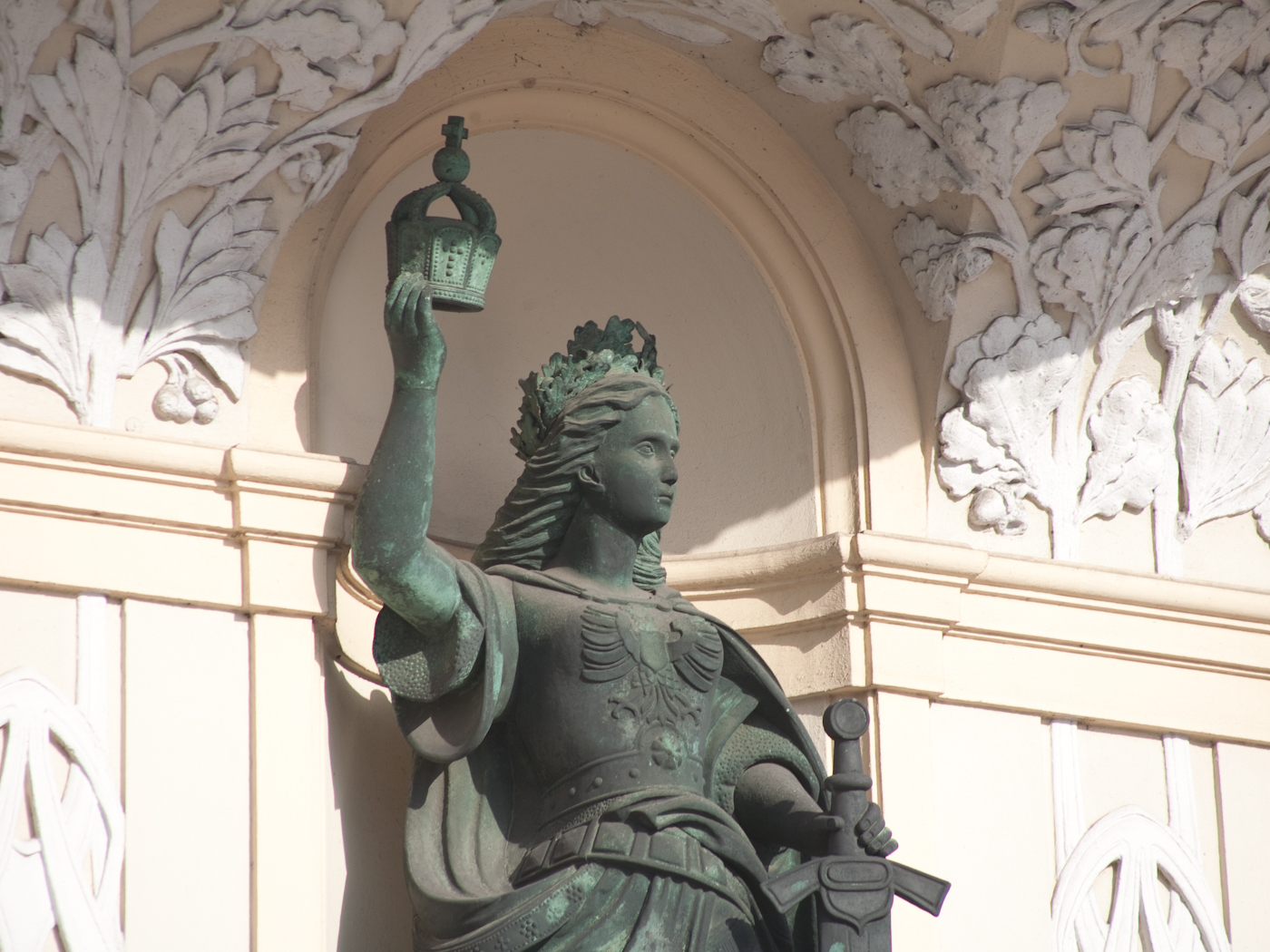
Wilhelmshöher Allee
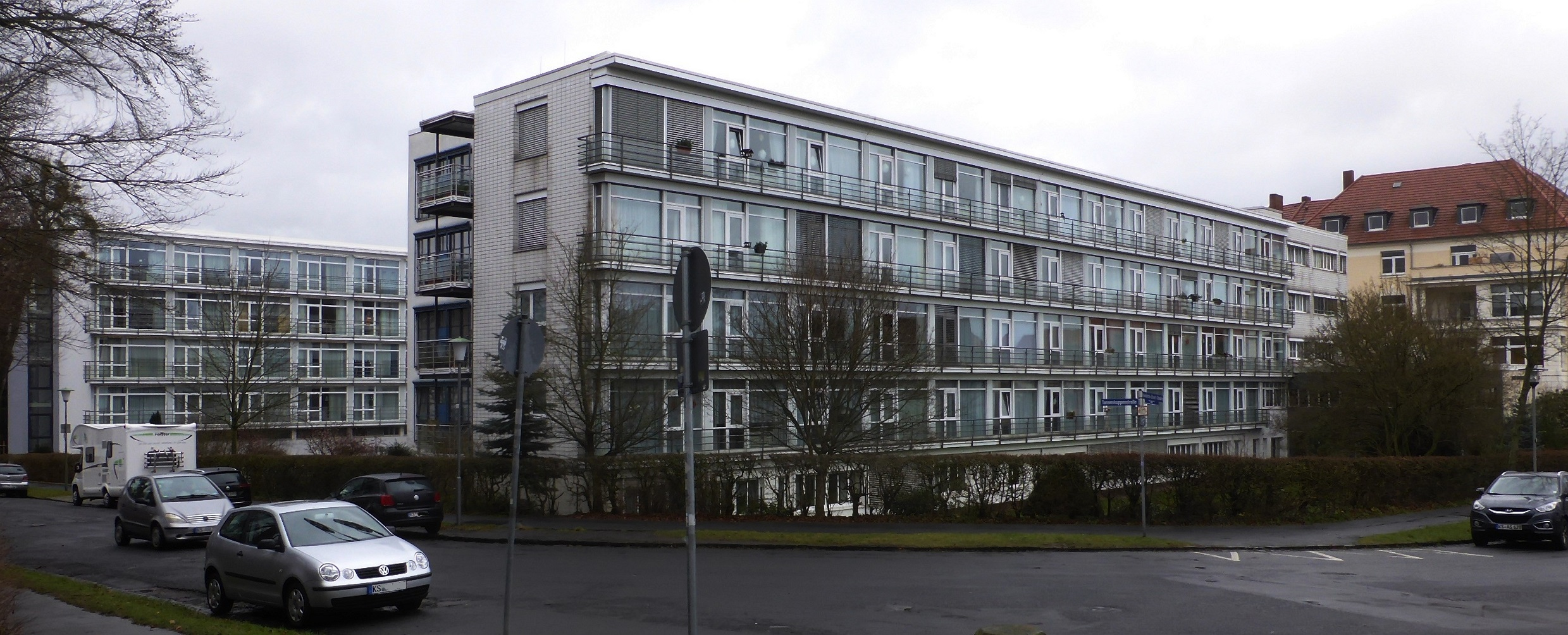
Marie von Boschan-Aschrott Altersheim (2017)